# مارتی ورگس
مارتی ورگس (انگلیسی: Martí Vergés; ۸ مارس ۱۹۳۴ – ۱۷ فوریهٔ ۲۰۲۱) بازیکن فوتبال اهل اسپانیا بود.
از باشگاه‌هایی که در آن بازی کرده‌است می‌توان به باشگاه فوتبال بارسلونا اشاره کرد.
وی همچنین در تیم‌های ملی فوتبال Spain national amateur football team, Spain B national football team، اسپانیا، و کاتالونیا بازی کرده‌است.